# 大歳村
大歳村（おおとしそん）は、かつて山口県吉敷郡西部に存在した町である。1944年4月1日に嘉川村などと新設合併し、山口市の一部となった。
大歳村の前身である矢原朝田村（やばらあさだそん）についてもこの項にて記す。

## 地理
- 椹野川の右岸に位置し、田園が広がる地域である。

## 歴史
- 1889年（明治22年）4月1日 - 町村制の施行により、矢原村・朝田村の区域をもって矢原朝田村が発足。
- 1898年（明治31年）7月1日 - 矢原朝田村が改称して大歳村となる。
- 1944年（昭和19年）4月1日 - 山口市・平川村・秋穂二島村・名田島村・陶村・小郡町・嘉川村・阿知須町・佐山村と合併し、改めて山口市が発足。同日大歳村廃止。

## 字

### 矢原地区
- 下矢原（しもやばら）
- 下湯田（しもゆだ）
- 中矢原（なかやばら）
- 矢原町（やばらちょう） - 字ではない

### 朝田地区
- 岩富（いわどみ）
- 黒川市（くろかわいち）
- 河内（こうち）
- 勝井（しょうい）
- 高井（たかい）
- 坂東（ばんどう）
- 馬庭（まにわ）
- 三作（みつくり）
- 山口県流通センター - 実質の字ではない
- 和田（わだ）

## 現在
山口市西部の一地域となり、山口市大歳地域交流センターが置かれている。東部を中心に早い時期から宅地化が進展し、宅地の比率は比較的高い一方で、集合住宅はさほど多くない。